# Angel Band (album)
Angel Band is een akoestische verzameling gospelsongs van Emmylou Harris, uitgebracht op 7 juli 1987. Het album werd live opgenomen "off the floor" met een band bestaande uit Vince Gill (mandoline, zang), Carl Jackson (gitaar, zang) en Emory Gordy Jr. (basgitaar, zang). Jerry Douglas (dobro) en Mark O'Connor (viool) werden op sommige nummers overgedubd.
Het album leverde Emmylou Harris opnieuw een nominatie op voor de Grammy Award voor beste vrouwelijke countryzangerer tijdens de 30e Grammy Awards, waarbij de prijs naar K.T. Oslin ging voor "80s Ladies".